# Yahoo! Music
Yahoo! Music était un logiciel gratuit et légal appartenant à Yahoo! qui proposait divers services musicaux tels que des webradios, un magasin de musique en ligne, de la musique en streaming et un lecteur multimédia.

## Histoire

### Yahoo! Music Radio
En juin 2001, Yahoo! a acquis LAUNCH Media, en butte à des difficultés financières, pour 12 millions de dollars,,. Le site incluait un service de webradio (qui permettait aux utilisateurs de créer des stations personnalisées) et proposait aussi des actualités sur la musique et des vidéos. Les utilisateurs pouvaient également écouter de la musique à partir de 150 stations de radio Internet prédéfinies. Le service était divisé en une version gratuite financée par la publicité et une version premium avec un abonnement. Lors de l'acquisition par Yahoo!, le service comptait 7,4 millions d'utilisateurs.
En décembre 2008, le service a été intégré à CBS Radio en raison d'une augmentation taux de redevance, CBS ayant pris le contrôle total du service, y compris la publicité et les ventes et en ajoutant la compatibilité avec Firefox et Safari,,.
En juin 2012, le service a été intégré à iHeartRadio, offrant aux auditeurs un accès exclusif à divers événements musicaux tels que le iHeartRadio Music Festival. Le service est fermé début 2014 sans annonce à ce sujet.

### Musicmatch Jukebox
Le 14 septembre 2004, Yahoo a acquis Musicmatch Jukebox pour 160 millions de dollars. Cependant, le service était mal intégré et stagnait.

### Yahoo! Music Unlimited
En mai 2005, Yahoo Music a lancé Yahoo! Music Unlimited, un service de streaming musical et un magasin de musique numérique. Les utilisateurs avaient la possibilité de souscrire un abonnement afin d'accéder à une bibliothèque de plus de 2 millions de chansons écoutables en streaming ou téléchargeables sous forme de fichiers WMA et lues à partir d'un ordinateur avec un son de qualité proche d'un CD. Les abonnés pouvaient également télécharger des chansons pour les graver sur un CD ou sur des appareils portables pris en charge. Yahoo! Music Jukebox était le logiciel utilisé pour le service. Ce dernier nécessitait une connexion Internet active. Le 30 septembre 2008, YMJ fut interrompu. Néanmoins, le service a été salué pour sa qualité en matière de musique, son interface ainsi que son prix, qui défiait toute concurrence,.